# Liste der denkmalgeschützten Objekte in Pocinovice
Grundlage dieser Liste der denkmalgeschützten Objekte in Pocinovice ist die ÚSKP-Liste (Ústřední seznam kulturních památek České republiky, deutsch Zentrale Liste der Kulturdenkmäler der Tschechischen Republik), die von der tschechischen Denkmalschutzbehörde NPÚ (Národní památkový ústav, deutsch Nationale Denkmalbehörde) seit 1987 geführt wird und an die seit dem Jahr 1850 geschaffenen Listen anschließt.

## Denkmalgeschützte Objekte nach Ortsteilen

### Pocinovice
| Lage                                                             | Objekt                           | Beschreibung           | ÚSKP-Nr.                  | Bild           |
| ---------------------------------------------------------------- | -------------------------------- | ---------------------- | ------------------------- | -------------- |
| Pocinovice, Dorfplatz (Standort)                                 | St. Annakirche                   | Anfang 19. Jahrhundert | 26096/4-2183 Info Katalog | weitere Bilder |
| Pocinovice, nördlich der Ortschaft im Wald Dobrá Voda (Standort) | Wallfahrtskapelle Mater Dolorosa |                        | 12429/4-4822 Info Katalog | weitere Bilder |
| Pocinovice 123 (Standort)                                        | Bauernhof                        |                        | 23716/4-2186 Info Katalog | BW             |
| Pocinovice 47 (Standort)                                         | Bauernhof                        |                        | 28172/4-2184 Info Katalog | BW             |